# Aivars Stranga
Aivars Stranga (ur. 15 czerwca 1954 w Rzeżycy) – łotewski historyk i wykładowca, badacz stosunków międzynarodowych, specjalista ds. historii Łotwy XX wieku oraz polityki zagranicznej Łotwy i ZSRR.

## Życiorys
Po ukończeniu szkoły średniej w rodzinnej Rzeżycy studiował na Wydziale Historii i Filozofii Uniwersytetu Łotewskiego. W 1980 uzyskał zatrudnienie jako wykładowca historii na macierzystym Wydziale, na którym od 1996 jest profesorem. W latach 1992–1997 pracował jako badacz w Łotewskim Instytucie Spraw Międzynarodowych, a od 1995 do 1998 wykładał historię dyplomacji na Uniwersytetach Turku i Joensuus w Finlandii. W latach 1995–2000 pełnił obowiązki przewodniczącego Łotewskiego Towarzystwa Polityki Zagranicznej. Obecnie stoi na czele Katedry Historii Nowożytnej i Najnowszej Łotwy i Europy Wschodniej Uniwersytetu Łotewskiego. 
Specjalizuje się w historii Łotwy XX wieku, reżimach autorytarnych w Europie lat 20. i 30., polityce zagranicznej Związku Sowieckiego i Rosji w XX wieku oraz polityce zagranicznej Łotwy przełomu XX i XXI wieku (w tym zagadnienieniami obronności), a także historii Żydów w krajach nadbałtyckich od XIV wieku po czasy współczesne (jest wiceprzewodniczącym Centrum Studiów Żydowskich). 

## Wybrane publikacje
- (wraz z Ilgą Gore), Latvija: neatkarības mijkrēslis: okupācija : 1939. gada septembris - 1940. gada jūnijs, Izglītība, Valmierā 1992
- Ebreji un diktatūras Baltijā (1926.-1940. gads), Rīga 1997
- Latvija Otrajā pasaules karā (1939-1945), praca zbiorowa, Rīga 2008
- History of Latvia the 20th century, praca zbiorowa, Rīga 2006